# Nové Veselí
Nové Veselí település Csehországban, a Žďár nad Sázavou-i járásban. Nové Veselí Žďár nad Sázavou, Březí nad Oslavou, Matějov, Újezd és Budeč településekkel határos. Lakosainak száma 1375 fő (2024. január 1.).

## Népesség
A település lakosságának változását az alábbi diagram mutatja:
| Lakosok száma | 838  | 985  | 832  | 932  | 1091 | 1238 | 1307 | 1326 | 1295 | 1375 |
|               | 1869 | 1900 | 1921 | 1961 | 1980 | 2011 | 2016 | 2019 | 2021 | 2024 |